# Ouija (película de 2014)
Ouija es una película de terror sobrenatural dirigido por Stiles White en su debut como director, producida por Jason Blum, Michael Bay, Andrew Form, Bradley Fuller y Bennett Schneir y escrita por Juliet Snowden y White, quienes previamente escribieron The Possession. La película está protagonizada por Olivia Cooke, Ana Coto, Daren Kagasoff, Douglas Smith, y Bianca A. Santos como adolescentes que han desatado espíritus de una tabla Ouija.
La película fue lanzada el 24 de octubre de 2014 por Universal Studios. La película fue un éxito comercial, recibiendo $103,6 millones de dólares en todo el mundo con un presupuesto de 5 millones de dólares, pero fue criticada por los críticos. Una precuela, Ouija: El origen del mal, fue lanzada en 2016.

## Argumento
Debbie Galardi recuerda jugar a la Güija con su amiga Laine Morris siendo niñas. En la actualidad, Debbie lanza su tabla Güija al fuego, quemándola. Debbie le explica a Laine que algo extraño sucedió con el tablero Güija. Después de que Laine se marcha, el tablero reaparece en el dormitorio de Debbie y ella es poseída. Luego se suicida colgándose con las luces navideñas.
Laine asiste al velorio de Debbie con su novio Trevor, su hermana menor Sarah, su amiga Isabelle y el novio de Debbie, Pete. Los cinco amigos se reúnen en la casa de Debbie y usan su tablero Güija para tratar de comunicarse con ella. Comienzan a suceder cosas extrañas, y una presencia golpea la cabeza de Pete contra un espejo. Más tarde, los amigos empiezan a encontrar la frase "Hola amigo" (un mensaje comunicado durante la sesión con la Güija) escrito en diferentes lugares, como la ventana de Isabelle, una pared de túnel, el escritorio de Pete y la computadora de Laine. Pensando que Deb está tratando de comunicarse con ellos, el grupo tiene otra sesión. Entonces descubren que están realmente en contacto no con Debbie, pero con una entidad que se hace llamar "DZ". Laine ve la imagen de una niña con la boca cosida. La chica les advierte que corran porque su madre viene. Laine ve a una anciana, y todo el mundo huye. Laine más tarde se entera de que Deb encontró el tablero Ouija en su ático y jugó sola.
Isabelle es poseída y muere al golpear su rostro en el fregadero de su baño, rompiéndose el cráneo. Laine y Pete buscan en el ático de Deb y encuentran una caja de viejas fotografías que pertenecieron a los residentes anteriores. Mientras investigan la historia de la familia anterior, descubren de una niña llamada Doris Zander que desapareció, y cuya madre estuvo bajo sospecha en su desaparición. Laine visita a la hermana de Doris, una anciana llamada Paulina, que ahora está en un hospital psiquiátrico. Paulina explica que su madre era un médium y utilizó a Doris como un recipiente para que los muertos hablaran. Su madre se volvió loca y cosió la boca de Doris antes de matarla. Le dice a Laine que hay un cuarto secreto en la casa donde Laine debe encontrar el cuerpo oculto de Doris y descoser la boca para que la niña pueda desterrar a su madre. Los amigos restantes regresan a la casa Galardi, donde Laine encuentra el cadáver de Doris y corta los puntos en su boca. El espíritu de "Doris" aparece y destierra el fantasma de su madre. Pete es poseído y es asesinado en su hogar, apareciendo un fantasma sin alma con la boca cosida.
Laine vuelve a visitar a Paulina y se da cuenta de que la anciana mentía intencionalmente. Doris era la entidad malvada todo el tiempo y su madre estaba tratando de impedir que los amigos la convocaran. La abuela de Morris, Nona, aconseja a las hermanas destruir el cuerpo de "Doris" y el tablero Güija al mismo tiempo. El fantasma de "Doris" lanza a Trevor en una piscina llena de envoltorios de plástico, atrapándolo y ahogándolo. Laine y Sarah vuelven al sótano de la casa de los Galardi, donde "Doris" captura a Sarah y se prepara para coser su boca. Laine juega el tablero Güija solo para llamar la atención del espíritu. "Doris" empieza a poseer a Laine, pero el fantasma de Deb aparece para ayudar a Laine a derrotar a "Doris". Sarah lanza el cuerpo de "Doris" en el horno, y Laine lanza la tabla Güija. La actividad paranormal se detiene, más tarde, Laine encuentra que la plancha ha vuelto misteriosamente a su casa en su dormitorio, y cuando ve a través de la plancha la película termina.

## Reparto
- Olivia Cooke como Laine Morris.[6]
  - Afra Sophia Tully como Laine (joven).
- Ana Coto como Sarah Morris.[7]
  - Izzie Galanti como Sarah (joven).
- Daren Kagasoff como Trevor.[8]
- Bianca Santos como Isabelle.[7]
- Douglas Smith como Pete.[6]
- Shelley Hennig como Debbie Galardi.[7]
  - Claire Beale como Debbie (joven).
- Sierra Heuermann como Marcus, con el disfraz de Doris Zander.
  - Sunny May Allison como Doris (joven).
- Lin Shaye como Paulina Zander.
- Claudia Katz Minnick como madre / Alice Zander.
- Vivis Colombetti como Nona.[7]
- Robyn Lively como la Sra. Galardi
- Matthew Settle como Anthony Morris.[9]

## Producción

### Desarrollo
El 28 de mayo de 2008, The Hollywood Reporter informó que Michael Bay de Planitum Dunes, Andrew Form y Bradley Fuller estaban produciendo una película basada en el juego de mesa creado por Hasbro, la Ouija, en coproducción con Universal Pictures. El 2 de febrero de 2009, Fuller dijo que la película iba a ser un éxito como Piratas del Caribe. El 1 de noviembre de 2009, Universal establece un contrato con Adam Horowitz y Richard Jefferies para escribir el guion de la película. El 27 de octubre de 2010, Fecha límite declaró que tres directores estaban en conversaciones para dirigir la película, incluyendo Pierre Morel, Sylvain White y Scott Stewart. Universal estaba planeando para que se estrenará en 2012 en el Acción de Gracias con un presupuesto de entre $80 y $100 millones de dólares. Más tarde, el 18 de diciembre de 2010, dos directores McG y Breck Eisner fueron de nuevo a bordo para dirigir la película, y John Moore también fracasó para dirigirla. El 4 de enero de 2011, TheWrap confirmó que Universal había revelado que la compañía estaba en conversaciones con McG para dirigir la película, para ser lanzada el 12 de noviembre de 2012. El 19 de abril de 2011 se estableció que Evan Spiliotopoulos reescribiría el guion ya escrito por Horowitz y Jefferies, mientras McG se encargaría de la dirección de la película. El 16 de junio de 2011, el guionista Simon Kinberg se puso a trabajar en el guion de la película. El 23 de agosto de 2011, se confirmó que Universal había comenzado oficialmente la adaptación del juego de mesa de Hasbro, la razón para desechar el proyecto fue el alto presupuesto.
Más tarde, el 17 de octubre de 2011, se informó que el CEO de Hasbro, Brian Goldner ha dicho a THR que el guion de la película Ouija está en buena forma y le restaba pulirlo un poco solamente. La película se hizo con un presupuesto inferior al igual que Disney con El llanero solitario. El 29 de noviembre de 2011, se informó que Marti Noxon estará trabajando en el guion de la adaptación de ese juego de mesa. El 5 de marzo de 2012, se confirmó que Universal y Hasbro están de vuelta en los negocios para Ouija, pero sigue sin director y escritor, igualmente estaba lista para lanzarse en 2013 con Blumhouse Productions, Jason Blum también se encontraba a bordo para producir la película de bajo presupuesto. El 16 de julio de 2012, contrataron a Juliet Snowden y Stiles White para escribir y dirigir el proyecto para un lanzamiento en 2013.
El elenco se anunció en noviembre y diciembre de 2013.

### Rodaje
El rodaje de la película comenzó a mediados de diciembre de 2013, en korn Los Ángeles.

## Estreno
Universal estableció la fecha de estreno de la película para el 24 de octubre de 2014 en el comunicado que publicó en Estados Unidos compitiendo con Paranormal Activity 5 en la cartelera.

## Recepción
Ouija recibió críticas negativas por parte de la crítica y la audiencia. El sitio web Rotten Tomatoes le dio un 7% de críticas positivas. Metacritic le dio un 38%. IMDb le dio un 4.4/10 indicando "críticas negativas".